# Anne-Marie Sigmund
Anne-Marie Sigmund (ur. 11 sierpnia 1941 w Bratysławie) – austriacka prawniczka i przedsiębiorca, w latach 2004–2006 przewodnicząca Europejskiego Komitetu Ekonomiczno-Społecznego.

## Życiorys
W 1963 ukończyła studia prawnicze na Uniwersytecie Wiedeńskim, przez rok odbywała praktykę sądową, następnie do 1970 praktykowała jako prawnik. W 1970 została dyrektorem firmy działającej w branży public relations. W 1974 zajęła się prowadzeniem własnego przedsiębiorstwa świadczącego usługi z zakresu PR, reklamy i komunikacji.
Związana z organizacjami gospodarczymi, w latach 1979–2001 była sekretarzem generalnym austriackiego federalnego komitetu zrzeszającego przedstawicieli wolnych zawodów. Była doradcą austriackiego rządu w trakcie negocjacji związanych z akcesją do Unii Europejskiej. W 1995 weszła w skład Europejskiego Komitetu Ekonomiczno-Społecznego. W latach 1998–2004 była przewodniczącą Grupy III, a od 2004 do 2006 kierowała całym komitetem.
Odznaczona Kawalerią Legii Honorowej oraz Złotą Odznaką Honorową za Zasługi dla Republiki Austrii.